# Colonard-Corubert
Colonard-Corubert település Franciaországban, Orne megyében. Lakosainak száma 245 fő (2018. január 1.). Colonard-Corubert Courcerault, Bellou-sur-Huisne, Mauves-sur-Huisne, Perche en Nocé, Saint-Jean-de-la-Forêt, Saint-Maurice-sur-Huisne, Saint-Ouen-de-la-Cour, Sérigny és Nocé községekkel határos.

## Népesség
A település népességének változása:
| Lakosok száma | 324  | 344  | 296  | 284  | 245  | 243  | 265  | 255  | 249  | 245  |
|               | 1962 | 1968 | 1975 | 1982 | 1990 | 2008 | 2013 | 2015 | 2017 | 2018 |